# Aymeri de Montesquiou
Pour les autres membres de la famille, voir Famille de Montesquiou.
Aymeri de Montesquiou, dit duc de Fezensac (titre irrégulier), né le 7 juillet 1942 à Marsan (Gers), est un homme politique français. Membre du Parti radical, il est maire de Marsan depuis 1976 et sénateur du Gers de 1998 à 2015.

## Biographie

### Origines
Issu d'une des plus anciennes familles nobles de Gascogne, fils de Pierre de Montesquiou, Aymeri de Montesquiou-Fezensac et ses enfants sont autorisés par décret du 16 mars 2012 à substituer à leur nom patronymique celui de « de Montesquiou-Fezensac d'Artagnan » (le nom « d'Artagnan », nom d'une seigneurie, tomba en désuétude dans la famille de Montesquiou à la fin du XVIIe siècle).
Malgré l'homonymie la famille de Montesquiou ne descend pas du célèbre Charles de Batz de Castelmore dit d'Artagnan qui a inspiré le personnage de d'Artagnan à Alexandre Dumas, et dont les descendants subsistants ont déposé une requête contre le décret du Premier ministre François Fillon du 16 mars 2012, autorisant Aymeri de Montesquiou à modifier son nom. Le Conseil d’État a rejeté ce recours considérant que les requérants « alors même qu'ils sont descendants de Charles de Batz-Castelmore d'Artagnan, ne justifient pas de ce que l'attribution, par le décret attaqué, du nom de « d'Artagnan » à des membres de la famille de Montesquiou leur causerait un préjudice de nature à en justifier l'annulation »,.
Le Conseil d’État avait précédemment rejeté le 28 octobre 2005 un recours  du sénateur Aymeri de Montesquiou contre un décret du 26 mars 2004 autorisant M. Baïri à porter le nom de sa grand-mère maternelle qui se nommait d’Artagnan, considérant que « le préjudice invoqué par le sénateur ne peut être regardé comme suffisant ».

### Parcours politique
Propriétaire-exploitant agricole, il est élu maire de Marsan en 1976 à la suite du décès de son père Pierre de Montesquiou. Il devient conseiller général du Gers pour le canton de Gimont en 1982. Il est élu député du Gers le 16 mars 1986, puis député européen le 15 juin 1989. Il retourne à l'Assemblée nationale le 2 avril 1993, toujours comme député du Gers.
Il est élu sénateur du Gers le 27 septembre 1998 sous l'étiquette UDF, puis réélu le 21 septembre 2008 au 1er tour.
Au Sénat, il est président du groupe France-Iran et vice-président de la commission des finances.

## Affaires et controverses

### Intermédiaire des relations franco-kazakhes
Le 15 octobre 2014, le château de Marsan, domicile d'Aymeri de Montesquiou, ainsi que la mairie de Marsan sont perquisitionnés, dans le cadre de l’information judiciaire pour « corruption d’agents publics étrangers » et « blanchiment en bande organisée » menée par les juges d’instruction Roger Le Loire et René Grouman sur les pots-de-vin présumés versés par un oligarque belgo-kazakh, Patokh Chodiev, proche du président Noursoultan Nazarbaïev.
Le 9 février 2015, Le Point révèle que le nom d'Aymeri de Montesquiou apparaît sur une liste de personnalités françaises impliquées dans une affaire de fraude fiscale. Son immunité parlementaire de sénateur est levée le 18 mars 2015 pour des faits présumés de blanchiment en bande organisée et corruption active d'agents publics étrangers. Il est mis en examen le 8 juillet 2015,.
Il entre au Conseil de surveillance de la banque Delubac en 2011, et bénéficie en 2013 de jetons de présence à hauteur de 170 000 euros, un montant qui intrigue par son importance, et qui entraine un dépôt de plainte d'une société actionnaire de la banque pour abus de confiance et recel ; Aymeri de Montesquiou est mis en examen en février 2022,,, puis renvoyé en correctionnelle pour « recel d'abus de confiance » en janvier 2024.

### Inéligibilité
Le 2 avril 2015, la Haute Autorité pour la transparence de la vie publique (HATVP) déclare sa déclaration de patrimoine non conforme.
Il est reproché au sénateur de ne pas avoir déclaré aux impôts deux comptes bancaires au Luxembourg et en Suisse, dotés chacun de plusieurs centaines de milliers d’euros, plusieurs œuvres d’art dont la valeur totale dépasse le million d’euros, et d'avoir sous-évalué de plus de 50 % un appartement parisien estimé à plusieurs millions d’euros.
Le 11 juin 2015, le Conseil constitutionnel invalide son élection au Sénat et prononce une inéligibilité d'un an.
Son procès pour fraude fiscale s'ouvre début juillet 2025.

### Observation desélections présidentielles russes de 2024
Il assiste, aux côtés notamment de personnalités de droite et d'extrême-droite, en tant qu' « observateur international » à la réélection de Vladimir Poutine comme président de la Russie en 2024, exercice décrit par Libération comme une « caution » délivrée au régime russe,.

## Détail des mandats
- Depuis 1976 : maire de Marsan (Gers)
- De 1995 à 2020 : président de l'Association des maires du Gers
- Vice-président de la commission des finances
- De 1982 à 2015 : conseiller général du Gers pour l'ancien canton de Gimont
- Du 16 mars 1986 au 14 mai 1988 et du 28 mars 1993 au 21 avril 1997 : député du Gers
- De 4 novembre 1989 à 16 avril 1993 : député européen

## Décorations
Liste : 
- Chevalier de la Légion d'honneur (1997)
- Ordre kazakhstanais Dostyk (2012)